# ロバート・ミリガン
ロバート・ミリガン（Robert Milligan、1746年 – 1809年5月21日）は、イギリス・スコットランドの実業家、船主、奴隷仲買人。ロンドンの西インド埠頭の建設を主導した人物。
英領ジャマイカの砂糖プランテーションを所有する裕福な家庭に育つ。1779年にジャマイカを去り、ロンドンに住み始めた。しばらくハムステッドで暮らした。1809年に死去した時には、ケリッツとマミー・ガリー (Mammee Gully) と呼ばれるジャマイカの砂糖プランテーションで526人の奴隷を所有していた。

## 西インド埠頭

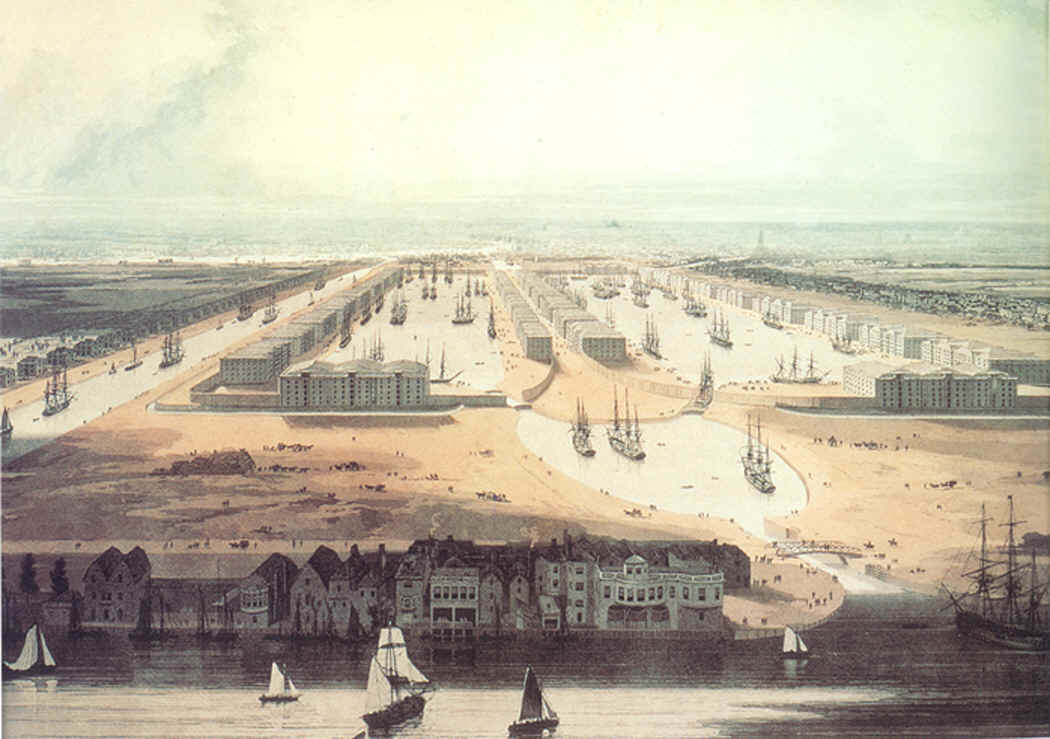
1802年の西インド埠頭を描いた絵画

ロンドンの川沿いの波止場における盗難と遅延の頻発に怒っていたミリガンは、西インド埠頭を建設する計画に参加していた実業家のリーダー的存在となった。西インド埠頭は21年間にわたって、砂糖やラム、コーヒーなどの西インド諸島の生産物のロンドンへの輸入に独占権をもった。1800年7月に埠頭の定礎式があり、ミリガンは西インド埠頭会社の副社長(Deputy Chairman)となった。ミリガンと政界の強い結びつきは式典に出席した者から明らかだった。首相のウィリアム・ピット、大法官の初代ラフバラー男爵アレクサンダー・ウェダーバーンらである。
埠頭は正式には2年後の1802年8月から開かれた。ミリガンは後に西インド埠頭会社の社長も務めた。

## ミリガンの像

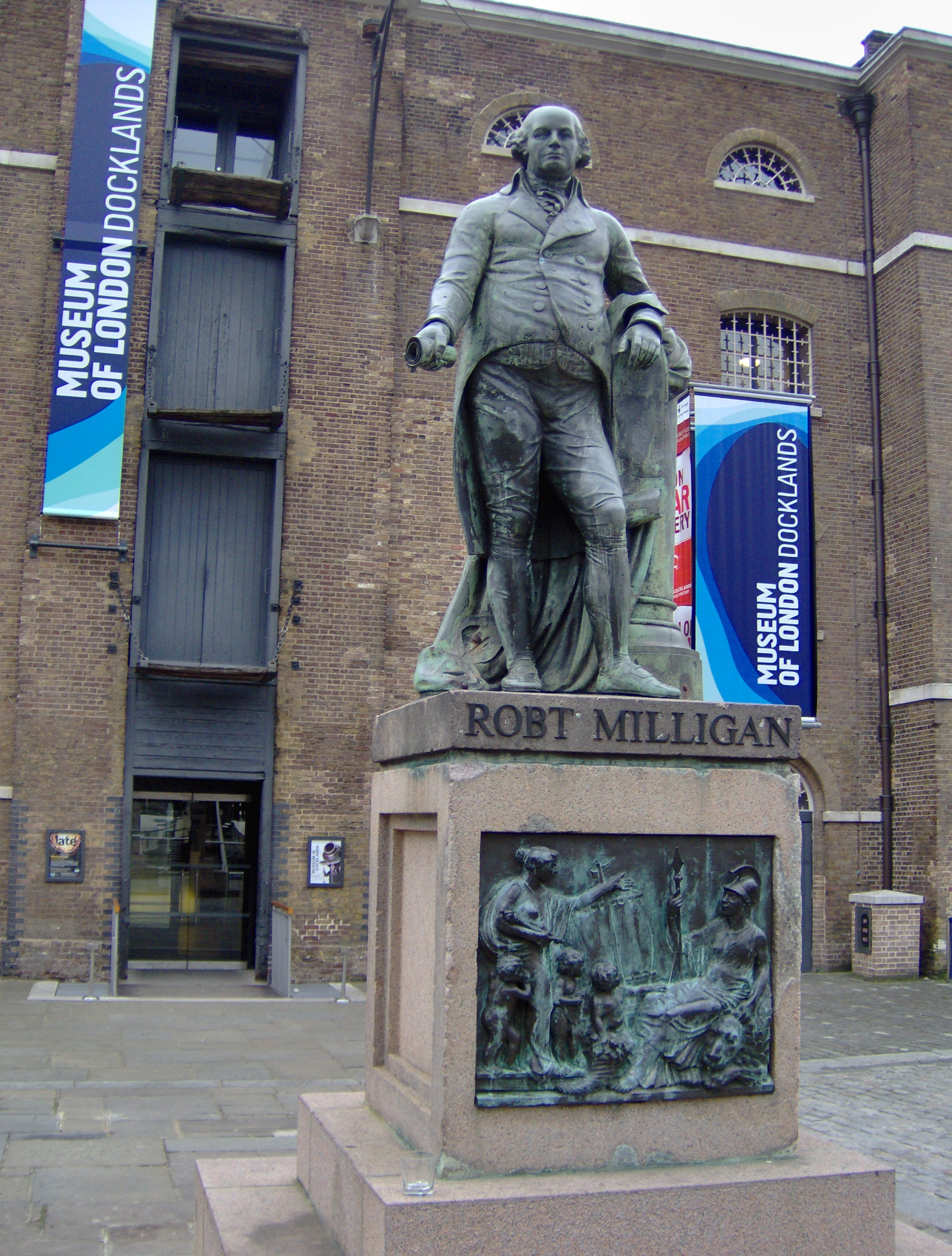
2020年6月9日まで建っていたロンドン・ドックランズ博物館前のミリガン像

1809年5月にロンドン・ドックランズ博物館前にリチャード・ウェストマコット作成のミリガンの像が建てられた。ジョージ・フロイドの死を発端に始まった人種差別反対運動でエドワード・コルストンの像が倒されたのに続き、2020年6月9日にタワーハムレッツ区が「人々の要望に応えて」としてミリガンの像を撤去した